# Genuchus flavipennis
Genuchus flavipennis är en skalbaggsart som beskrevs av Moser 1913. Genuchus flavipennis ingår i släktet Genuchus och familjen Cetoniidae. Inga underarter finns listade i Catalogue of Life.